# José Salema
José Luis Salema Abrantes (Buenos Aires, 19 mei 1970) is een voormalig Argentijns beachvolleyballer. Hij nam eenmaal deel aan de Olympische Spelen.

## Carrière

### 1995 tot en met 2000
Salema debuteerde in 1995 met Hernan Rojas in de FIVB World Tour. Het jaar daarop vormde hij een duo met Mariano Baracetti met wie hij tot en met 2000 zou spelen. Het tweetal nam in hun eerste seizoen aan twaalf FIVB-toernooien deel met een zevende plaats in Lignano als beste resultaat. Het jaar daarop behaalden ze bij negen reguliere wedstrijden zeven toptienplaatsen; in Lignano en Espinho eindigden ze als vijfde. Daarnaast deden Salema en Baracetti mee aan de eerste officiële wereldkampioenschappen beachvolleybal in Los Angeles, waar ze in de eerste ronde werden uitgeschakeld door de Amerikanen Eric Fonoimoana en Brian Lewis. In 1998 haalde het duo bij zes van de dertien toernooien de top tien; in Vitória eindigde het tweetal met een derde plaats eveneens op het podium.
Het daaropvolgende seizoen behaalden ze in dertien wedstrijden twee toptienplaatsen. Ze werden zevende in Lignano en negende bij de WK in Marseille. Baracetti en Salema verloren in Marseille in de derde ronde van het Braziliaanse duo Emanuel Rego en José Loiola, waarna ze in de vierde herkansingsronde definitief werden uitgeschakeld door het Amerikaanse tweetal Robert Heidger en Kevin Wong. Het duo ving in 2000 aan met een overwinning in Mar del Plata en bereikte in het vervolg van het seizoen alleen in Chicago de halve finale. Bij de Olympische Spelen in Sydney waren de Russen Michail Koesjnerjov en Sergei Jermisjin en de Australiërs Matthew Grinlaubs en Joshua Slack te sterk in respectievelijk de eerste ronde en in de herkansing, waardoor Salema en Baracetti als negentiende eindigden.

### 2001 tot en met 2009
Na afloop van de Spelen vormde Salema een duo met Eduardo Esteban Martínez. Het tweetal nam in 2001 deel aan acht toernooien inclusief de WK in Klagenfurt; Salema en Martínez bereikten de zestiende finale waar ze werden uitgeschakeld door de Duitsers Markus Dieckmann en Jonas Reckermann. Hetzelfde jaar speelde Salema verder een wedstrijd met Pedro Depiaggio. Het daaropvolgende seizoen deed hij met Pablo del Coto mee aan twee toernooien, waarna hij een tweejarige pauze van het beachvolleybal nam. In 2005 keerde Salema terug aan de zijde van Martín Conde. Ze namen deel aan negen reguliere FIVB-toernooien en behaalden drie toptienplaatsen; in Shanghai eindigde het duo als vijfde, in Sint-Petersburg als zevende en in Zagreb als negende. Daarnaast waren ze actief op de WK in Berlijn. Salema en Conde verloren in de vierde ronde van het Cubaanse duo Francisco Álvarez Cutiño en Oney Ramirez Bernal, waarna ze in de zesde herkansingsronde tegen de latere, Braziliaanse wereldkampioenen Márcio Araújo en Fábio Luiz Magalhães moesten opgeven door een blessure.
Het seizoen daarop deed Salema met Depiaggio  mee aan vier toernooien in de World Tour. Vervolgens laste hij wederom een speelpauze in, waarna hij van 2008 tot en met 2009 weer een duo met Baracetti vormde. Ze namen het eerste jaar deel aan veertien toernooien in de World Tour met een derde plaats in Sanya als beste resultaat. Het jaar daarop werden Salema en Baracetti bij de WK in Stavanger in de groepsfase uitgeschakeld en in Stare Jabłonki speelden beiden vervolgens hun laatste wedstrijd in de World Tour.

## Palmares
Kampioenschappen
- 1999: 9e WK
- 2005: 7e WK

FIVB World Tour
- 1998:  Vitória Open
- 2000:  Mar del Plata Open
- 2008:  Sanya Open